# Celerina/Schlarigna
Celerina/Schlarigna (německy a italsky Celerina, rétorománsky Schlarigna) je obec ve švýcarském kantonu Graubünden, okresu Maloja. Nachází se v údolí Engadin, asi 3 kilometry severovýchodně od Svatého Mořice v nadmořské výšce 1714 metrů. Žije zde přibližně 1 500 obyvatel.

## Geografie
Celerina se nachází v Horním Engadinu (Oberengadin). Sousedními obcemi jsou Svatý Mořic na jihozápadě, Samedan na severovýchodě a Pontresina na jihovýchodě. Díky k tomu, že je údolí u Celeriny otevřené do tří světových stran a výrazně rozšířené, Celerina má více hodin slunečního svitu než okolní vesnice. Celerina se proslavila především bobovou dráhou a blízkostí letoviska Svatý Mořic. Na území Celeriny se nachází náhorní plošina Las Trais Fluors.

## Historie

Celerina na snímku z roku 1954

V roce 1895 byl na území obce nalezen hrot kopí z doby železné. Východně od Punt Muragl byly objeveny pozůstatky hradu Chastlatsch. První dokument z roku 1320 se zabývá povodněmi na potoce Flaz. Románská věž kostela Santa Maria in Crasta byla postavena ve 14. století. V roce 1478 byl nad kaplí v údolí Innu, pocházející z roku 1000, postaven bývalý farní jednolodní kostel San Gian s malovaným dřevěným stropem a významnými freskami. Celerina byla v roce 1577 poslední obcí Horního Engadinu, kde byla zavedena reformace. Požár vesnice v roce 1631 zničil 43 domů. V roce 1669 byl v barokním stylu postaven velký chrám Bel Taimpel (německy Schöner Tempel). V roce 1631 zničil požár vesnice 43 domů. V roce 1682 zasáhl velkou kostelní věž kostela San Gian blesk, její špička včetně střechy vyhořela a nebyla obnovena. U mostu přes Inn stál ještě kolem roku 1800 kostel Nejsvětější Trojice z roku 1000.
Od roku 1860 se začal rozvíjet cestovní ruch a byly postaveny první hotely. V roce 1903 byla na pozemku Celeriny postavena cílová stanice bobové a skeletonové dráhy ve Svatém Mořici, která byla otevřena 1. ledna 1904. V letech 1891 až 1968 byl v Celerině nejvýše položený pivovar v Evropě. Roku 1903 byla do obce přivedena železnice – světoznámá Albulská dráha, o rok později prodloužená až do Svatého Mořice. Ve 20. století byly potoky Flaz a Schlattain přehrazeny, aby se zabránilo opakovaným záplavám a z nich plynoucím škodám. Katolický kostel sv. Antonína byl postaven až v roce 1939. Od roku 1958 umožňuje lanovka na Saluver přístup do lyžařské oblasti. Od té doby zde vznikla řada rekreačních domů, v důsledku čehož se zvýšil počet italsky a německy mluvících přistěhovalců a snížil počet místních obyvatel rétorománského původu.

## Obyvatelstvo

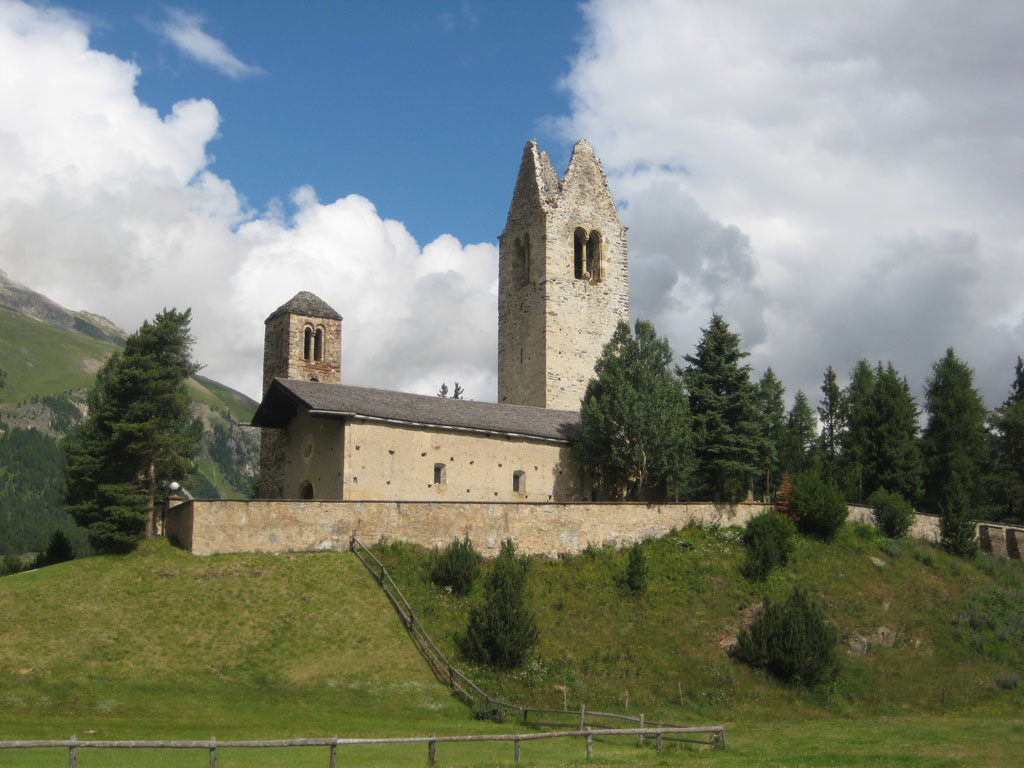
Známý opuštěný kostel San Gian, nacházející se na okraji obce

| Rok            | 1850 | 1900 | 1950 | 1980 | 1990 | 2000  | 2005  | 2010  | 2012  | 2014  | 2016  |
| Počet obyvatel | 245  | 341  | 713  | 890  | 975  | 1 353 | 1 332 | 1 533 | 1 509 | 1 504 | 1 499 |

### Jazyky
Jak i název obce napovídá, Celerina/Schlarigna je jednou z jazykově smíšených obcí kantonu Graubünden. Až do začátku turistického ruchu mluvili všichni obyvatelé jazykem putér, hornoengadinským dialektem rétorománštiny. Zatímco v roce 1860 uvedlo 96 % a v roce 1880 76,9 % obyvatel rétorománštinu jako svůj mateřský jazyk, v roce 1900 tento podíl klesl na 68 % a v roce 1941 na 50 %. Úpadek pokračoval i po druhé světové válce. Nicméně v roce 1990 se ještě 41 % obyvatel rétorománsky dokázalo dorozumět a v roce 2000 podíl těchto obyvatel činil stále 35 %. Jediným úředním jazykem obce je však němčina. Vývoj v posledních desetiletích ukazuje následující tabulka:
| Jazyky v Celerině |                   |                   |                   |                   |                   |                   |
| Jazyk             | Sčítání lidu 1980 | Sčítání lidu 1980 | Sčítání lidu 1990 | Sčítání lidu 1990 | Sčítání lidu 2000 | Sčítání lidu 2000 |
| Jazyk             | Počet             | Podíl             | Počet             | Podíl             | Počet             | Podíl             |
| Němčina           | 390               | 43,82 %           | 535               | 54,87 %           | 789               | 58,31 %           |
| Rétorománština    | 273               | 30,67 %           | 198               | 20,31 %           | 173               | 12,79 %           |
| Italština         | 178               | 20,00 %           | 176               | 18,05 %           | 261               | 19,29 %           |
| Počet obyvatel    | 890               | 100 %             | 975               | 100 %             | 1 353             | 100 %             |

### Národnostní složení
Z 1 353 obyvatel na konci roku 2005 bylo 950 (71 %) švýcarských státních příslušníků.